# Information Technology Infrastructure Library
Information Technology Infrastructure Library (ITIL) je soubor praxí prověřených konceptů a postupů, které umožňují lépe plánovat, využívat a zkvalitňovat využití informačních technologií (IT), a to jak ze strany dodavatelů IT služeb, tak i z pohledu zákazníků. Projekt vznikl ve Velké Británii v letech 1985 až 1995 a kromě Velké Británie byl využíván i v Nizozemsku. V letech 2000 – 2004 byl projekt přepracován, novou verzi 2 (ITIL V2) začaly využívat společnosti v mnoha zemích jako standard v poskytování IT služeb. V roce 2007 vznikla rozšířená třetí verze (ITIL V3).
Je to metodika založená na procesním řízení organizace a je určena hlavně pro střední a vyšší management.

## ITIL 4
ITIL 4 přináší některé nové nápady a rozvíjí stávající obsah ITIL v3. ITIL 4 identifikuje dva klíčové prvky:
- Service Value System (SVS)
- Model čtyř dimenzí

### Cvičení ITIL
Obsah známý z ITIL v3 jako procesy je popsán v ITIL 4 jako 34 postupů. Jsou součástí ITIL-SVS. Na každou praxi je třeba nahlížet ve vztahu k šesti činnostem hodnotového řetězce služeb ITIL.
| Obecné manažerské postupy | Postupy řízení služeb | Praktiky technického řízení                                                                            |
| --- | --- | --- |
| - Strategy Management - Portfolio Management - Architecture Management - Service Financial Management - Workforce and Talent Management - Continual Improvement - Measurement and Reporting - Risk Management - Information Security Management - Knowledge Management - Organizational Change Management - Project Management - Relationship Management - Supplier Management | - Business Analysis - Service Catalogue Management - Service Design - Service Level Management - Availability Management - Capacity and Performance Management - Service Continuity Management - Monitoring and Event Management - Service Desk - Incident Management - Service Request Management - Problem Management - Release Management - Change Enablement - Service Validation and Testing - Service Configuration Management - IT Asset Management | - Deployment Management - Infrastructure and Platform Management - Software Development and Management |

## ITIL 2011 Edition
Koncem roku 2011 byly ve verzi  ITIL V3 realizované změny a verze byla označená jako ITIL 2011 Edition. Vůči původnímu vydání ITIL V3 z roku 2007 změny proběhly především ve sjednocení osnovy všech 5 ústředních knih a tím se zpřehlednily struktury popisu procesů, aktivit, rolí a funkcí.
Názvy publikací zůstaly nezměněny, ale již se v ITILu nepoužívá označení V3.

### ITIL V3
Základní princip ITIL V3 je postaven na řízení životního cyklu služby IT, resp. na řízení hodnoty, kterou informační technologie poskytují svým zákazníkům, tj. odběratelům služeb IT. Ve vydaných 5 ústředních knihách popisuje ITIL V3 až 26 procesů.

#### Seznam částí ITIL V3
- ITIL V3 Service Strategy (strategické procesy)
- ITIL V3 Service Design (návrh služeb)
- ITIL V3 Service Transition (uvedení služby do provozu)
- ITIL V3 Service Operation (provoz služeb)
- ITIL V3 Continual Service Improvement (neustálé zlepšování)

### ITIL V2
Knihovna ITILv2 je rozdělena do několika částí, zaměřených na specifickou oblast řízení IT služeb, které odpovídají klíčovým procesům v IT oddělení a vzájemně se prolínají. Dodávka IT služeb (IT Service Delivery) a Podpora IT služeb (IT service Support) se běžně dohromady označují jako IT Service Management (ITSM).

#### Seznam částí ITIL V2
- Podnikatelský pohled (anglicky Business Perspectives)
- Správa aplikací IT (Application Management)
- Dodávka IT služeb (IT Services Delivery)
- Podpora IT služeb (IT Services Support)
- Správa IT infrastruktury (IT Infrastructure Management)
- Řízení IT projektů (IT Project Management)

##### Charakteristické rysy ITIL
- Procesní řízení

ITIL přináší moderní, procesně orientovaný přístup k řízení IT služeb (na rozdíl od tradičního funkčně-liniového řízení). Proces je logický sled činností transformujících nějaký vstup na nějaký výstup, přičemž plnění jednotlivých činností v procesu je zajišťováno rolemi s jasně definovanými odpovědnostmi. Celý proces je řízen, monitorován, měřen, vyhodnocován a neustále vylepšován, což je odpovědností vlastníka procesu.
- Zákaznicky orientovaný přístup

Tento rys vyplývá přímo ze samotné podstaty ITSM; všechny procesy se navrhují s ohledem na potřeby zákazníka, tzn. každá aktivita, každý úkon v každém procesu musí přinášet nějakou přidanou hodnotu pro zákazníka - pokud ne, pak je taková činnost nadbytečná. Součástí přístupu k zákazníkovi je i správné definování SLA s OLA.
- Jednoznačná terminologie

Jednoznačná terminologie je někdy málo doceňovanou nebo úplně opomíjenou charakteristikou ITIL, ale jen do té doby, než budeme poprvé v praxi řešit nedorozumění plynoucí z toho, že někdo používá stejný termín v jiném významu, než očekáváme.
- Nezávislost na platformě

Rámec ITSM procesů podle ITIL je nezávislý na jakékoliv platformě. Dokonce je možné ITIL použít i pro navržení procesů (úplně mimo oblast ICT) v jakékoliv firmě, která podniká ve službách.
- Public Domain

Knihovna je volně dostupná, což znamená, že každý si může knihy ITIL koupit a procesy ITSM podle ITIL ve svém podniku implementovat, aniž by musel platit jakékoliv další licenční poplatky. Tato skutečnost mj. přispěla k rychlému celosvětovému rozšíření ITIL.